# Emily Stowe
Emily Stowe, née Emily Howard Jennings (1er mai 1831 - 29 avril 1903), est l'une des deux premières femmes médecins à exercer au Canada. Militante pour les droits des femmes et le droit de vote, elle a contribué au mouvement du suffrage des femmes au Canada et a fait campagne pour la première université de médecine pour femmes au Canada.

## Biographie

### Jeunesse
Emily Howard Jennings nait à Norwich, dans le comté d'Oxford, en Ontario, de Solomon Jennings et Hannah Howard. Alors que leur père s'est converti au méthodisme, Emily et ses cinq sœurs sont élevées par leur mère comme des quakers. Déçue par le niveau des écoles locales, Hannah qui croît à l'éducation des filles, éduque ses enfants elle-même à la maison.

### Formation

#### Enseignement
À 15 ans, en 1846, Stowe devient enseignante à Summerville. En 1852, après avoir travaillé dans cette minuscule école pendant sept ans, elle décide de se présenter au Victoria College, à Cobourg. Sa candidature y est rejetée à cause de son sexe. Elle se présente alors à la Normal School for Upper Canada, la seule école ouverte aux femmes de l'Amérique britannique[Quoi ?], récemment fondée par Egerton Ryerson (en) à Toronto. Elle est admise en novembre 1853 et en ressort diplômée en 1854 avec mention.
Stowe est ensuite recrutée comme principale d'une école publique jusqu'en 1856, à Brantford, en Ontario. Elle sera la première à occuper ce type de poste dans la province du Haut Canada.

#### Médecine
En 1856, elle épouse John Fiuscia Michael Heward Stowe. Elle arrête de travailler et a trois enfants entre 1857 et 1863 : deux fils, John Howard et Frank Jennings, futur dentiste, et une fille, Ann Augusta, qui sera la première femme médecin diplômée d'une université canadienne. En 1863, après la naissance de leur troisième enfant, John contracte la tuberculose, ce qui pousse Stowe a s'intéresser à nouveau à la médecine,.
En 1865, l'accès de Stowe à la Toronto School of Medicine lui est refusé. « Les portes de l'Université ne sont pas ouvertes aux femmes et ne le seront jamais », lui dira le vice-président, auquel elle répond : « Alors, je n'aurais qu'un but dans la vie : m'assurer qu'elles seront ouvertes et que les femmes aient les mêmes opportunités que les hommes. » Elle part donc, probablement en 1865, étudier au New York Medical College for Women (États-Unis), qui enseigne principalement l'homéopathie, et obtient son diplôme en médecine en 1867.

### Carrière en médecine et engagement féministe
Diplômée en médecine, elle retourne au Canada et installe son cabinet à Toronto, pratiquant la médecine sans autorisation. Ses conférences publiques sur la santé des femmes lui gagnent une reconnaissance locale et une clientèle fidèle. En 1870, le Président de l'école de médecine de Toronto autorise Emily Stowe et Jennie Kidd Trout à suivre les cours de l'école, une obligation demandée aux praticiens détenant des diplômes étrangers, pour obtenir leur licence. Cependant, elle refuse de se présenter aux examens et quitte l'école, en raison de l'hostilité des professeurs et étudiants masculins ou par peur de discrimination envers elle à cause de son sexe ou de sa pratique de l'homéopathie. Jennie Kidd Trout, quant à elle, obtient son diplôme en terminant ses études au Collège de médecine pour femmes de Pennsylvanie (États-Unis) et deviendra la première femme médecin licenciée autorisée à exercer au Canada.
Au milieu des années 1870, John guérit de sa tuberculose et devient dentiste. En 1878, les Stowe déménagent dans une résidence leur permettant d'y installer leurs deux cabinets. Frank, leur fils, rejoindra son père quelques années plus tard.
En 1880, Emily Stowe est accusée d'avoir pratiqué un avortement. Avec l'aide de l'avocat Dalton McCarthy, elle est innocentée à la suite d'un procès retentissant. La même année, le College of Physicians and Surgeons of Ontario lui décerne sa licence sur la base de son expérience en médecine homéopathique depuis 1850.
A New York, Stowe rencontre Susan B. Anthony et participe à des meetings de clubs de femmes à Cleveland. En 1876, elle cofonde avec Sarah Anne Curzon et d'autres le Toronto Women's Literary Club (Club Littéraire des Femmes de Toronto), rebaptisé plus tard Canadian Women's Suffrage Association (en) (Association Canadienne pour le Suffrage des Femmes). Certains considèrent Emily Stowe comme la mère du mouvement pour le suffrage des femmes au Canada. L'association milite pour l'amélioration des conditions de travail des femmes et fait pressions sur les écoles supérieures de Toronto pour qu'elles acceptent des femmes. En 1883, un meeting public de l'association mène à la création du Women's College Hospital (Woman's Medical College lors de sa fondation). Il s'agit de la première université pour femmes en médecine au Canada. Elle est également la présidente de la Dominion Women's Enfranchisement Association de 1889 à sa mort.
Après s'être fracturée la hanche en 1893, Stowe se voit obliger d'arrêter la pratique de la médecine, mais elle continue sa lutte pour les droits des femmes. En 1896, elle participe avec sa fille Augusta à un « faux parlement » entièrement féminin, où les femmes refusent d'octroyer le vote aux hommes, utilisant les mêmes arguments qu'eux.

### Décès
John meurt en 1891 et Emily Stowe se domicilie dans sa résidence d'été dans la région de Muskoka au nord de Toronto, mais elle passera la majeure partie de l'année avec son fils Frank, en ville.
Elle meurt le 29 avril 1903, quatorze ans avant que les canadiennes n'obtiennent le droit de vote.